# Ernesto Jiménez Cabrera
Ernesto Manuel Jiménez Cabrera (Miami, Florida; 28 de junio de 1989) es un futbolista internacional de la República Dominicana, que actualmente juega al fútbol universitario como defensa central y su actual equipo es el San Diego Toreros de los Estados Unidos.

## Trayectoria
- Club Atlético All Boys  2009-2010

- Western Michigan Broncos  2010-2011

- San Diego Toreros  2011-presente